# Pierre Sarde
Pierre Sarde oder Pierre Sardes OCart († 26. Juli 1566) war ein französischer Kartäusermönch.

## Leben
Pierre Sarde stammte ursprünglich aus der Region Limousin. Sein Bruder Jean († 1563) war Doktor der Theologie, Kanoniker von Bourges sowie Prior der Kartausen Glandier (1547–1548), Port-Sainte-Marie (1550–1556), Vauclaire, Rodez und Visitator der Provinz Aquitanien.
Am 26. Juni 1523 legte er seine Profess in der Chartreuse Notre-Dame de Cahors ab und wurde kurze Zeit später zum Prokurator der Kartause ernannt. 1530 war er Prior der Chartreuse de Glandier. 1531 war er Prior der Chartreuse Notre-Dame de Cahors und Visitator der Provinz Aquitaine.
1554 wurde er zum Nachfolger von Damien Longoni als Prior der Grande Chartreuse und Generalminister des Kartäuserordens. In seiner Amtszeit litt sie unter den Angriffen der Calvinisten unter François de Beaumont. Sie plünderten und brannten das Kloster am 5. Juni 1562 nieder. Die Mönche wurde auf verschiedene Kartausen verteilt. Vier Jahre konnte das Generalkapitel nicht in der Grand Chartreuse abgehalten werden. 1563 stellten die Dominikaner von Chambéry ihr Refektorium als Kapitelsaal zur Verfügung. In den Jahren 1564 und 1565 versammelte sich das Kapitel in Currière. Erst 1566 konnte es wieder in der Grande Chartreuse abgehalten werden. 1566 bat Sarde um einen Koadjutor. Hierzu wurde Bernard Carasse, Prior von Mont-Dieu in der Champagne und Visitator der Picardie, gewählt.